# Goseck-cirkel
De Goseck-cirkel (Duits: Sonnenobservatorium Goseck) is een neolithische kringgreppel in Goseck in het district Burgenlandkreis in Saksen-Anhalt, Duitsland.
Het aardwerk dateert van ongeveer 4.900 v.Chr. en lijkt in gebruik te zijn gebleven tot ongeveer 4.700 v.Chr. Het is dus mogelijk de oudste van de neolithische kringgreppels uit het Midden-Europese neolithicum. 
De cirkel bestaat uit een concentrische greppel van 75 meter doorsnede en twee palissade-ringen met ingangen op plaatsen die zijn uitgelijnd met de zonsopgang en zonsondergang op de dagen van de winterzonnewende, en kleinere ingangen die zijn uitgelijnd met de zomerzonnewende. De site wordt wel beschreven als een van de oudste "zonneobservatoria" ter wereld, maar zonsopgang en zonsondergang tijdens de winter- en zomerzonnewende zijn de enige duidelijke astronomische uitlijningen die in de overblijfselen van de structuur worden benadrukt.
Het bestaan van de site werd in augustus 2003 openbaar gemaakt. Het werd in december 2005 voor bezoekers geopend. In het nabijgelegen Schloss Goseck is een informatiepunt geopend met een tentoonstelling en informatie over de opgravingen. De site wordt onderhouden door de Verein Gosecker Sonnenobservatorium e.V.

## Plaats
De site is gelegen op landbouwgrond in de buurt van Goseck, in de Burgenlandkreis van Saksen-Anhalt, tussen Naumburg en Weißenfels. De cirkel ligt op een stuk land dat geleidelijk naar het zuiden stijgt, niet ver van waar de Unstrut uitmondt in de Saale, aan de grens van de regio die bekend staat als de Leipziger Bocht. 

## Geschiedenis

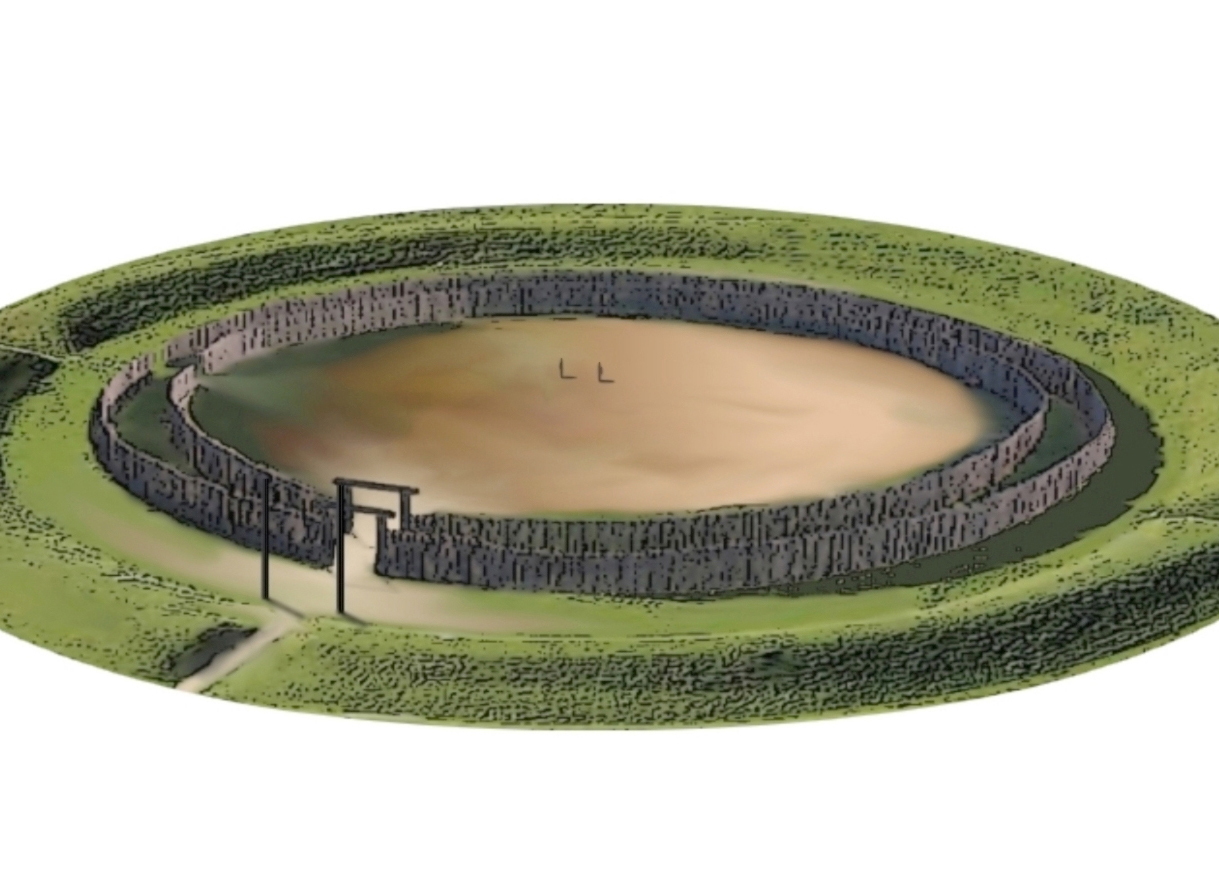
Goseck cirkel

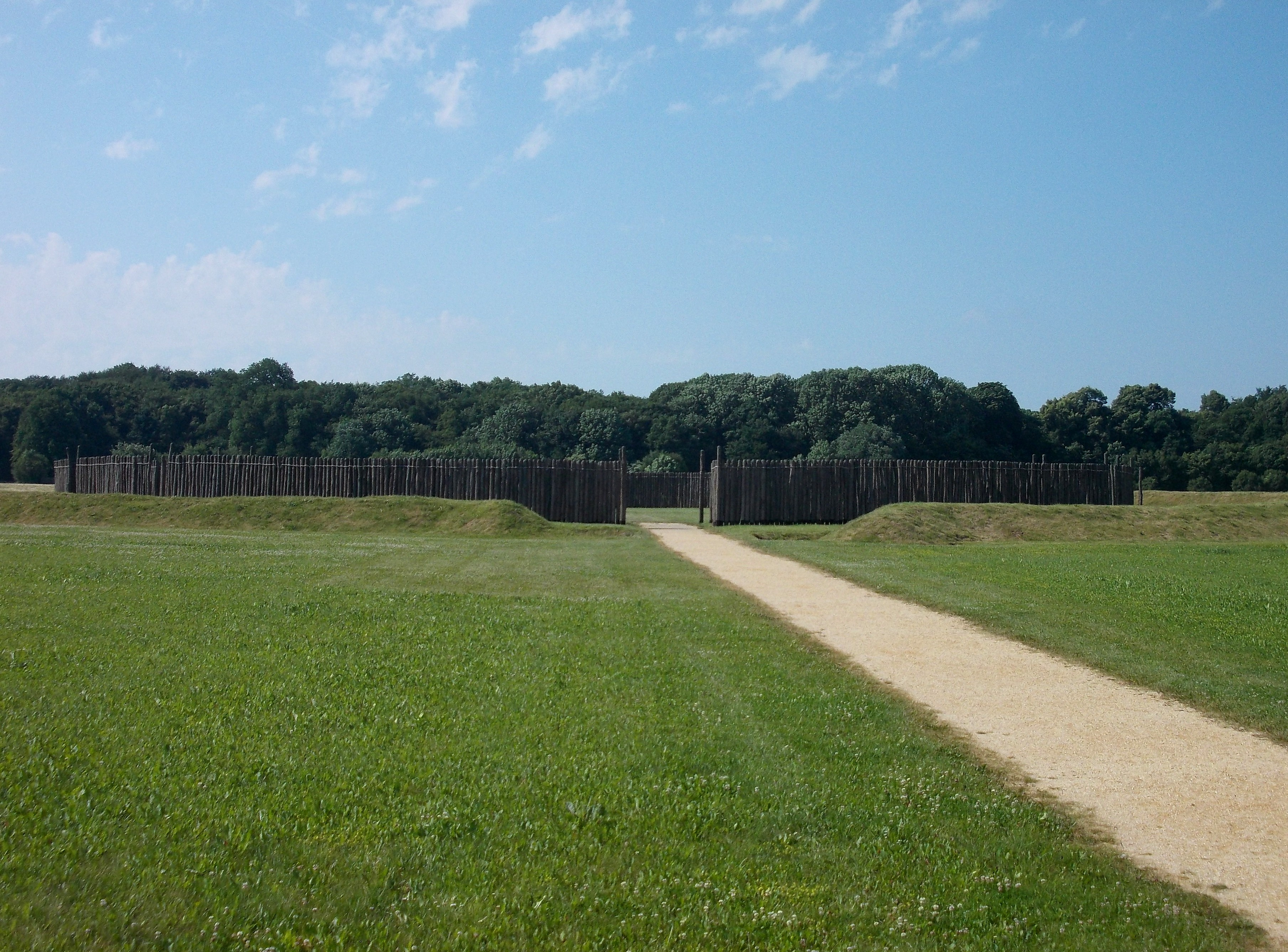
Reconstructie van de Goseck-cirkel

### Ontdekking en opgraving
De cirkel werd in 1991 ontdekt door Otto Braasch op een luchtfoto waarop ronde richels onder een tarweveld te zien waren. De vegetatiesporen waren goed te zien in een seizoen van droogte. De zichtbaarheid van de constructie duidde ook op een vergevorderde staat van erosie.
Om de bedreigde overblijfselen te behouden, besloot het Landesamt für Denkmalpflege und Archäologie Sachsen-Anhalt een opgraving uit te voeren. Het werkte samen met het Instituut voor Prehistorische Archeologie van de Universiteit van Halle-Wittenberg.
François Bertemes en Peter Biehl begonnen in 2002 met een grote opgraving van de site. Toen archeologen het gevondene combineerden met GPS-waarnemingen, merkten ze dat de twee zuidelijke openingen de zonsopgang en zonsondergang van de winter- en zomerzonnewende markeerden.

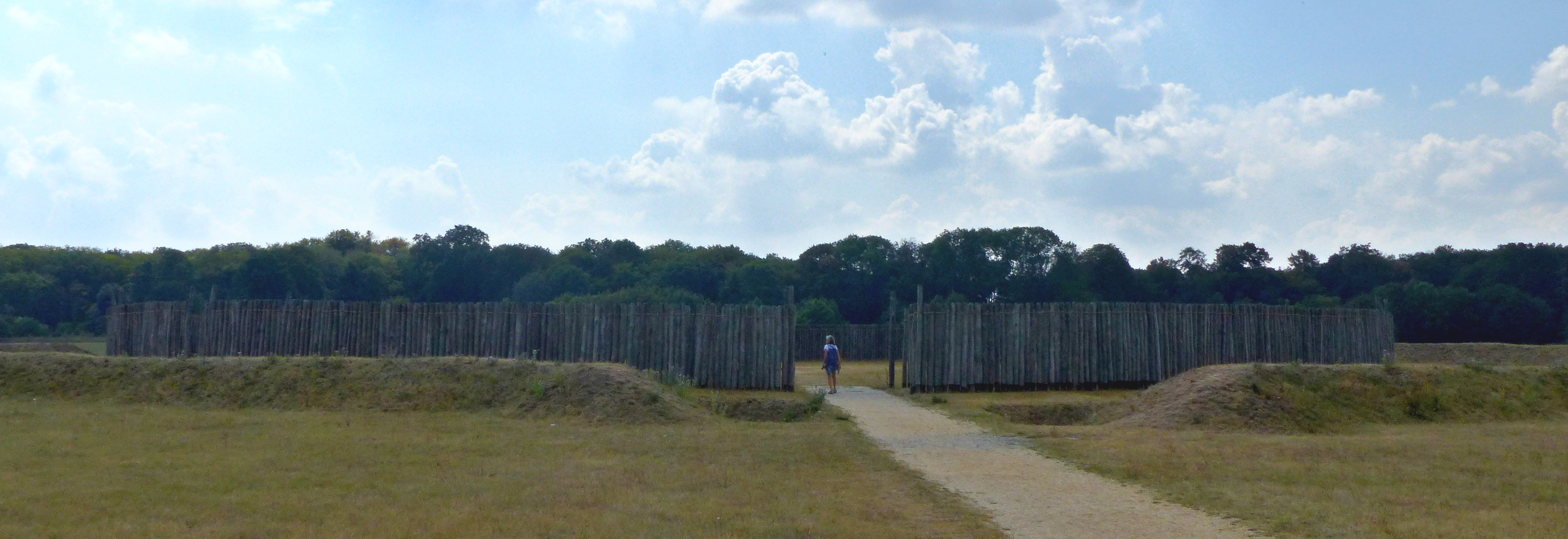
Reconstructie van de Goseck-cirkel

Radiokoolstofdatering plaatst de constructie van de site in de buurt van 4.900 v.Chr., terwijl de stijl van de aardewerkscherven het associeert met de steekbandkeramiek (late bandkeramiek) van ca. 4.700 v.Chr., wat suggereert dat de site gedurende twee of drie eeuwen in gebruik bleef.
De gravers vonden ook de overblijfselen van wat mogelijk een ritueel vuur was, botten van dieren en mensen, en een skelet zonder hoofd bij de zuidoostelijke poort dat zou kunnen worden geïnterpreteerd als bewijs van een specifiek begrafenisritueel of van mensenoffers.
Sinds het einde van de opgraving is de site gereconstrueerd. Archeologen en staatsambtenaren hebben de houten palissade van de cirkel herbouwd met behulp van 1.675 eiken palen met een hoogte van 2,5 m. Houtbewerkers werkten met handgereedschap zodat de houten palen er authentiek uit zouden zien. De site werd op 21 december 2005, de dag van de winterzonnewende, voor het publiek geopend.

## Beschrijving

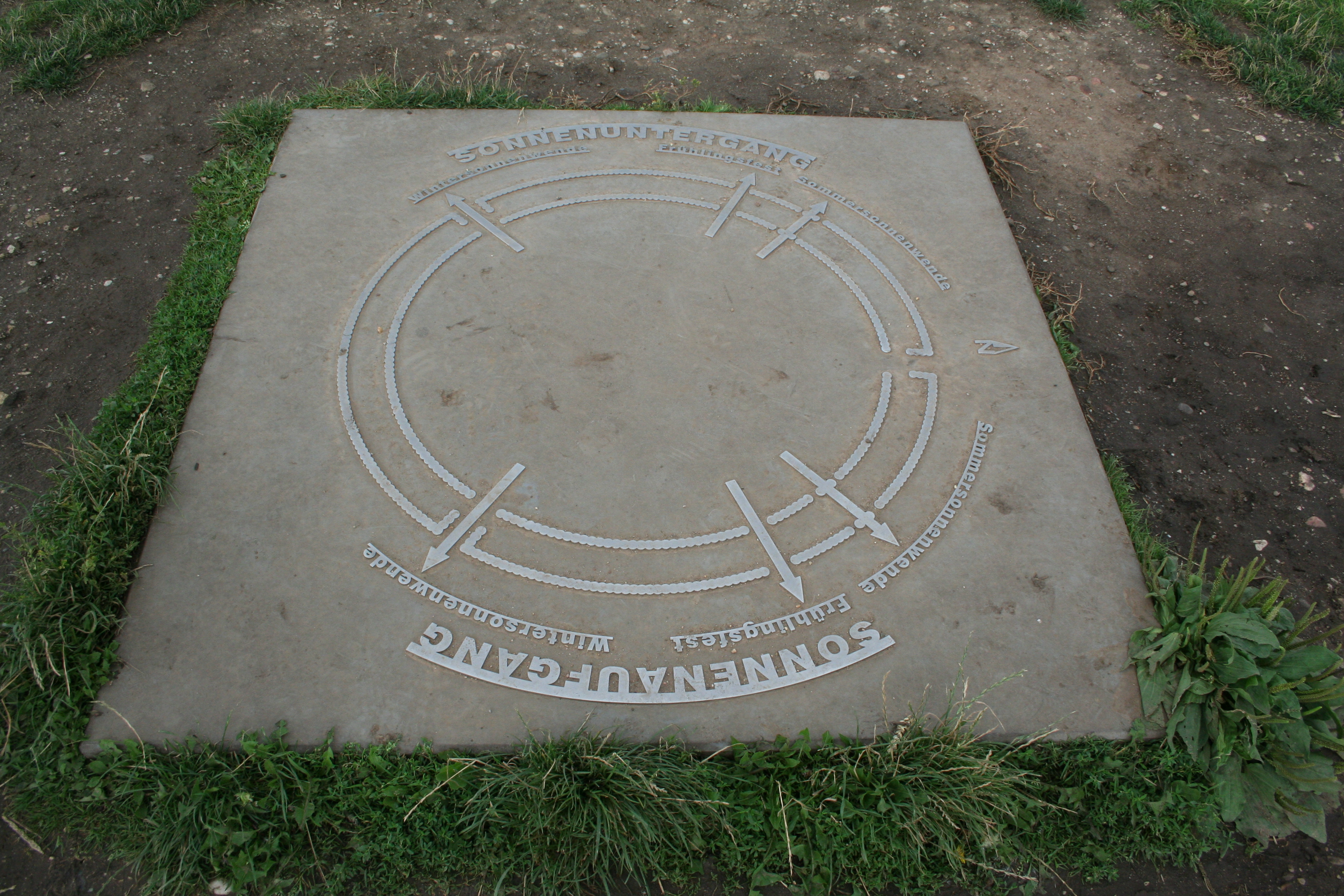
Tegel in het midden van de site die de asuitlijning van de structuur laat zien

De site is omgeven door een ronde V-vormige gracht van maximaal 1,8 m diepte. De grond werd gebruikt om aan de buitenkant een wal op te werpen. De diameter van de gracht is 75 m, gemeten vanaf de buitengrens. In de gracht stond een dubbele houten palissade. Er zijn binnen de cirkel geen sporen van gebouwen gevonden. Toegang tot de site was via drie symmetrische hoofdingangen naar het noorden, zuidwesten en zuidoosten. Bovendien waren er kleine openingen in de palissaden die toegang mogelijk maakten. De gracht volgde de drie hoofdingangen naar buiten (zie diagram). De ingangen in de binnenste palissade waren smaller dan die in de buitenste, die op hun beurt weer smaller waren dan de leemte in de gracht.
De zuidwestelijke en zuidoostelijke ingangen zien uit op de richting van zonsondergang en zonsopgang rond de datum van de winterzonnewende. Twee van de kleinere leemtes in de muur wijzen naar de equivalente richting op de zomerzonnewende. 
Er zijn geen tekenen van brand of andere vernielingen. Waarom de site werd verlaten, is niet bekend. Latere dorpelingen bouwden een verdedigingsgracht langs de sloten van de oude omheining.

## Astronomische uitlijning en interpretatie

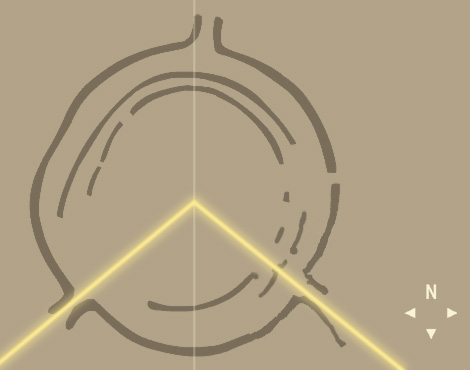
Tekening van de Goseck-cirkel - gele lijnen vertegenwoordigen de richting waarin de zon opkomt en ondergaat tijdens de winterzonnewende, terwijl de verticale lijn de astronomische meridiaan toont

De Goseck-ring is een van de best bewaarde en uitgebreid onderzochte van de vele vergelijkbare structuren die rond dezelfde tijd zijn gebouwd. Er zijn ongeveer 140 van deze constructies, bekend als neolithische kringgreppels, gevonden. Hoewel ze allemaal unieke kenmerken hebben, volgen ze een fundamenteel architectonisch principe. Er zijn er maar weinig opgegraven.
De site maakt deel uit van een grotere groep cirkelvormige omheiningen in het Elbe- en Donau-gebied, waarvan de meeste vergelijkbare zonnewende-uitlijningen vertonen.
Er was enige discussie over de vraag of de site werd gebruikt om het hele jaar door de zon te volgen of alleen op specifieke opmerkelijke dagen, en dus of het gepast is om de site een "zonneobservatorium" te noemen. Archeoloog Ralf Schwarz suggereerde dat de structuren op de locatie het mogelijk maakten om een gemakkelijk te beoordelen maankalender te coördineren met de meer veeleisende metingen van een zonnekalender.